# Hôtel de l'Académie
L'hôtel de l'Académie est un édifice civil de la ville de Nîmes, dans le département du Gard et la région Occitanie, sis 16 rue Dorée. Il est inscrit monument historique depuis 1940.

## Historique
Cet hôtel particulier fut la demeure de Gaillard Guiran (1600-1680), magistrat et fin lettré du dix-septième siècle dont la devise « NE QUID NIMIS » (rien de trop en latin) affirme l'idéal de mesure des humanistes.
En 1919 il devient le siège de l'Académie de Nîmes, société savante fondée en 1682 par privilège du roi Louis XIV avec les mêmes statuts que l'Académie française, puis déclarée d'utilité publique en 1871. 

## Architecture
Sa décoration est influencée par la Renaissance : portail à fronton brisé supporté par deux pilastres ioniques, et surtout la cour intérieure avec ses trophées d'armes, mascarons, têtes de lion, et profils de soldats casqués.

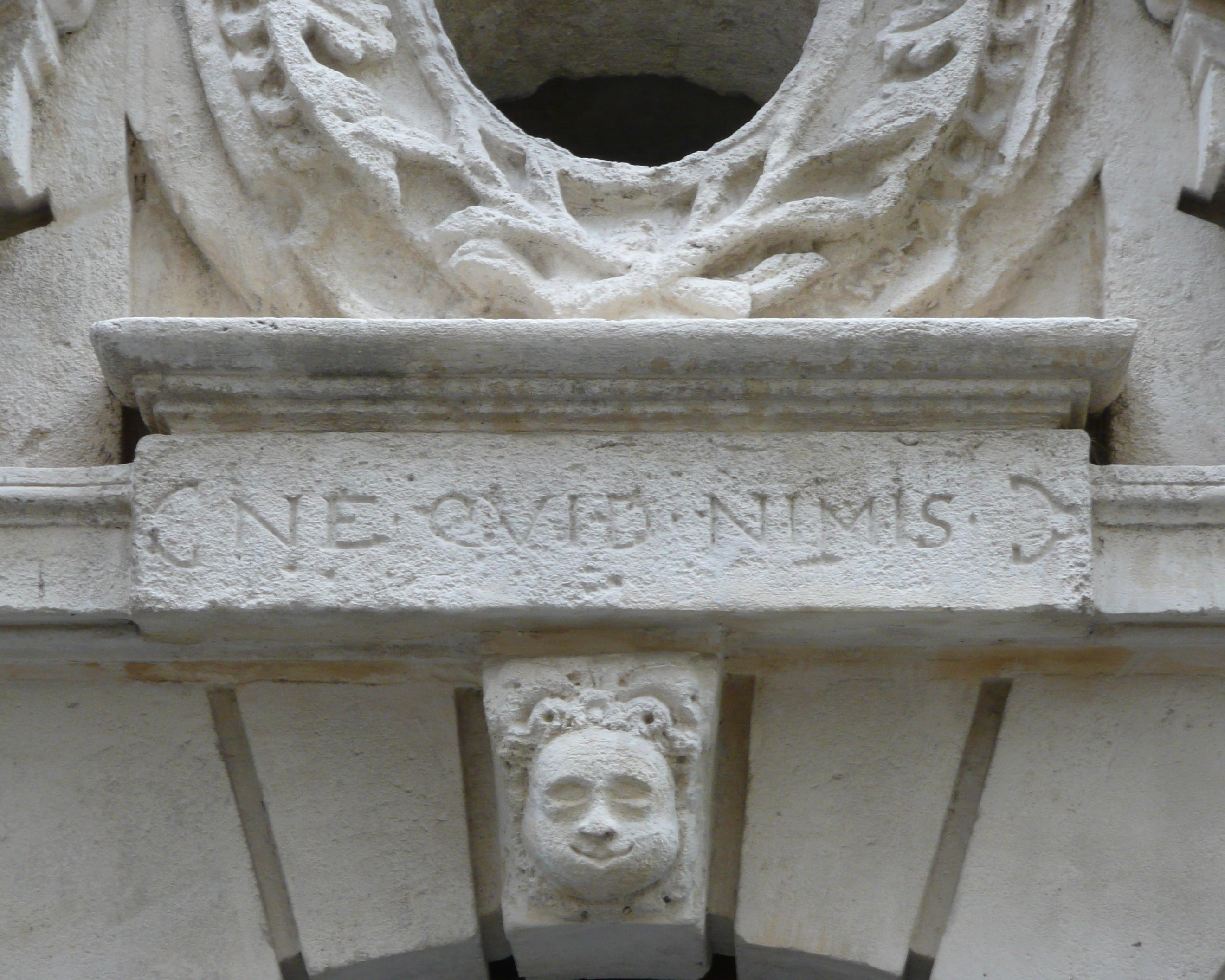
devise de Gaillard de Guiran (1600-1680)
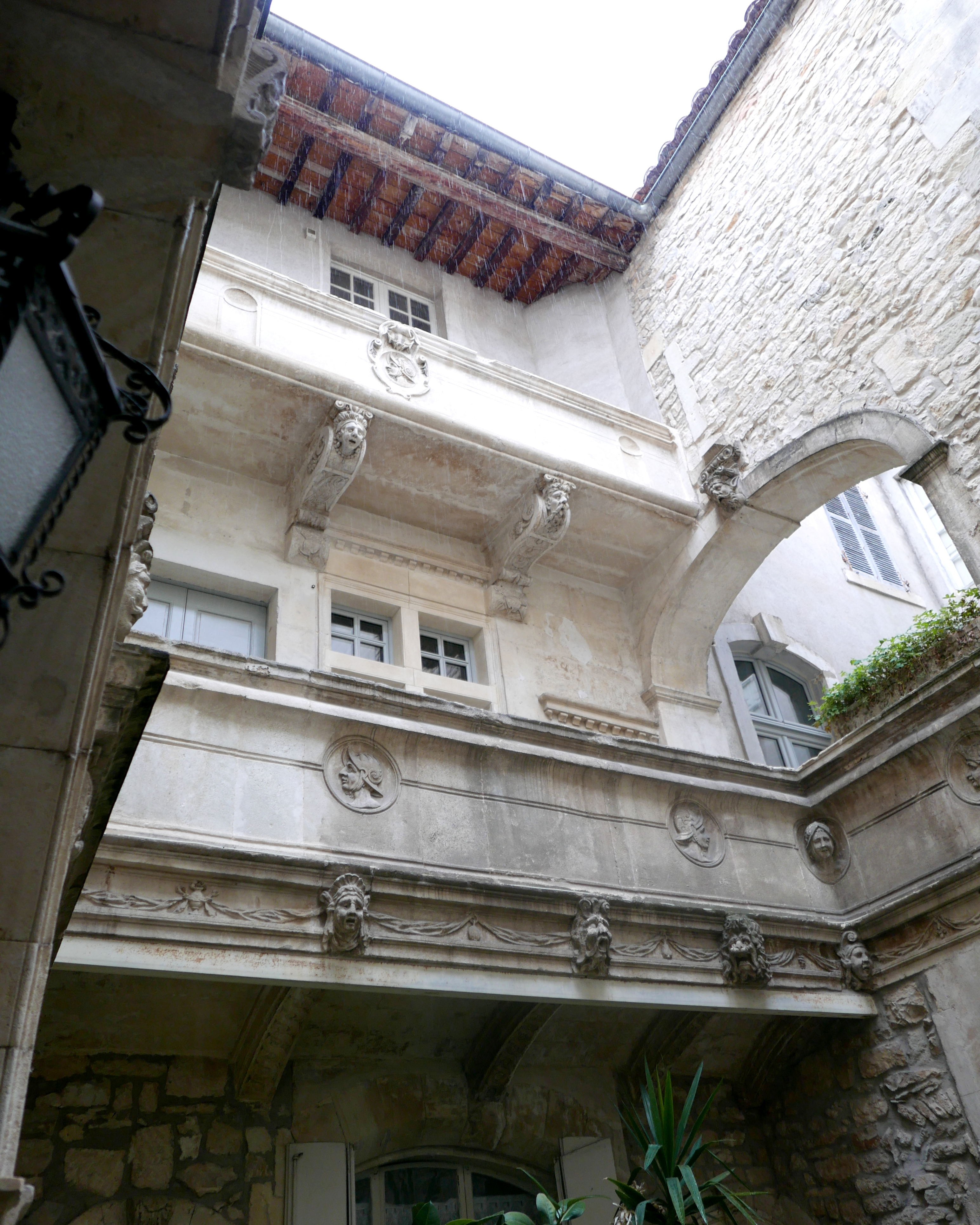
cour Renaissance
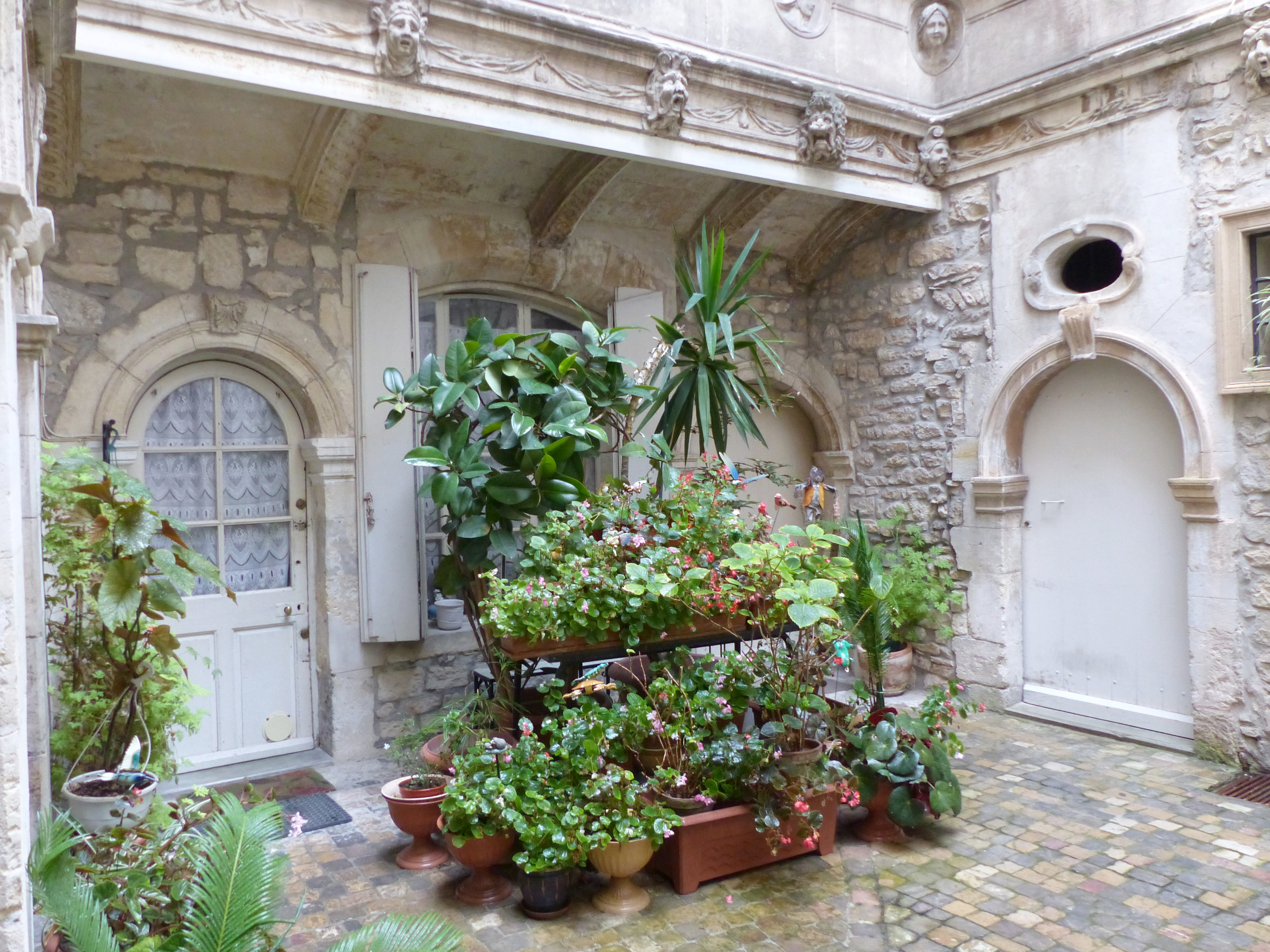
rez de chaussée de la cour
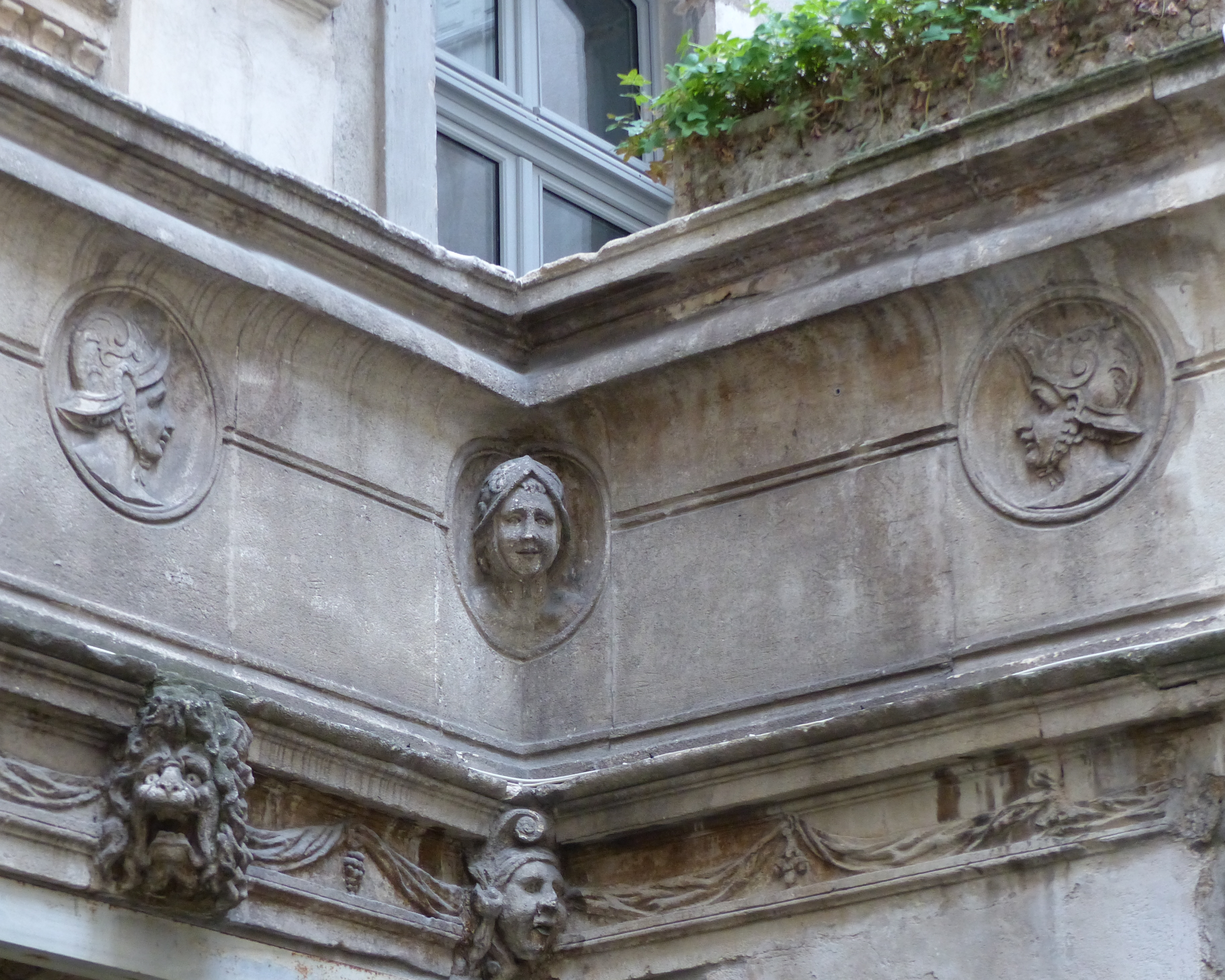
mascarons,têtes de lion,et profils de soldats casqués
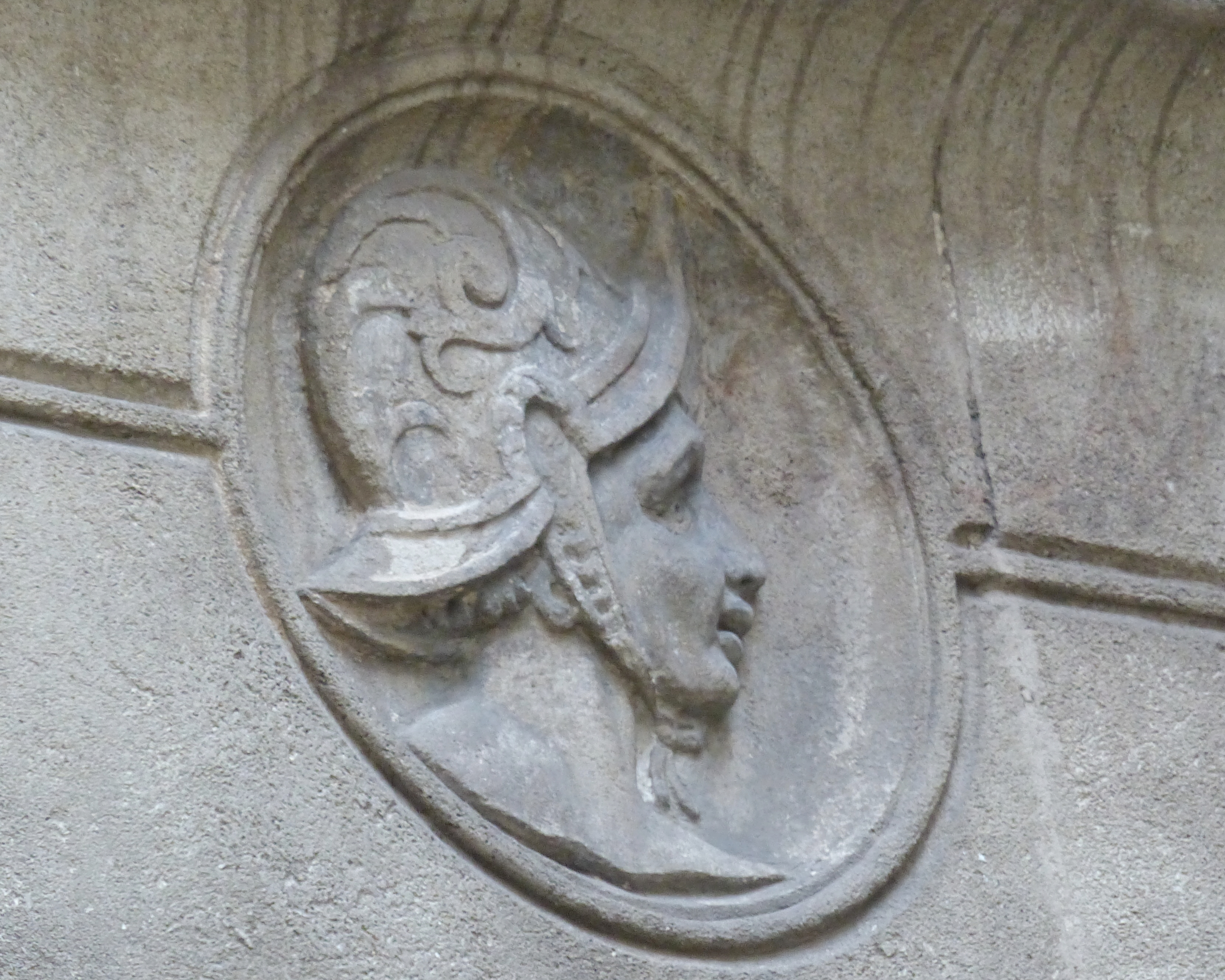
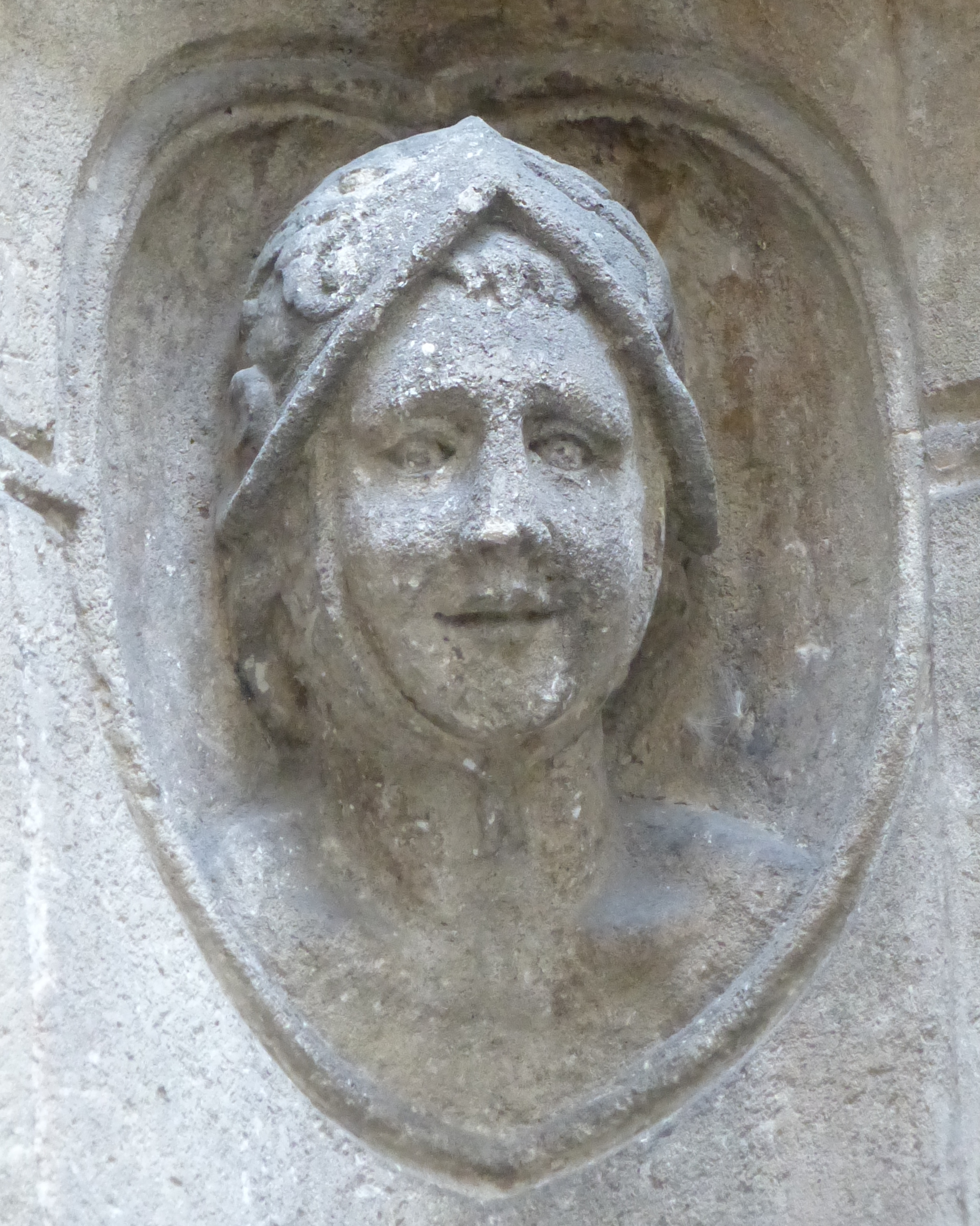
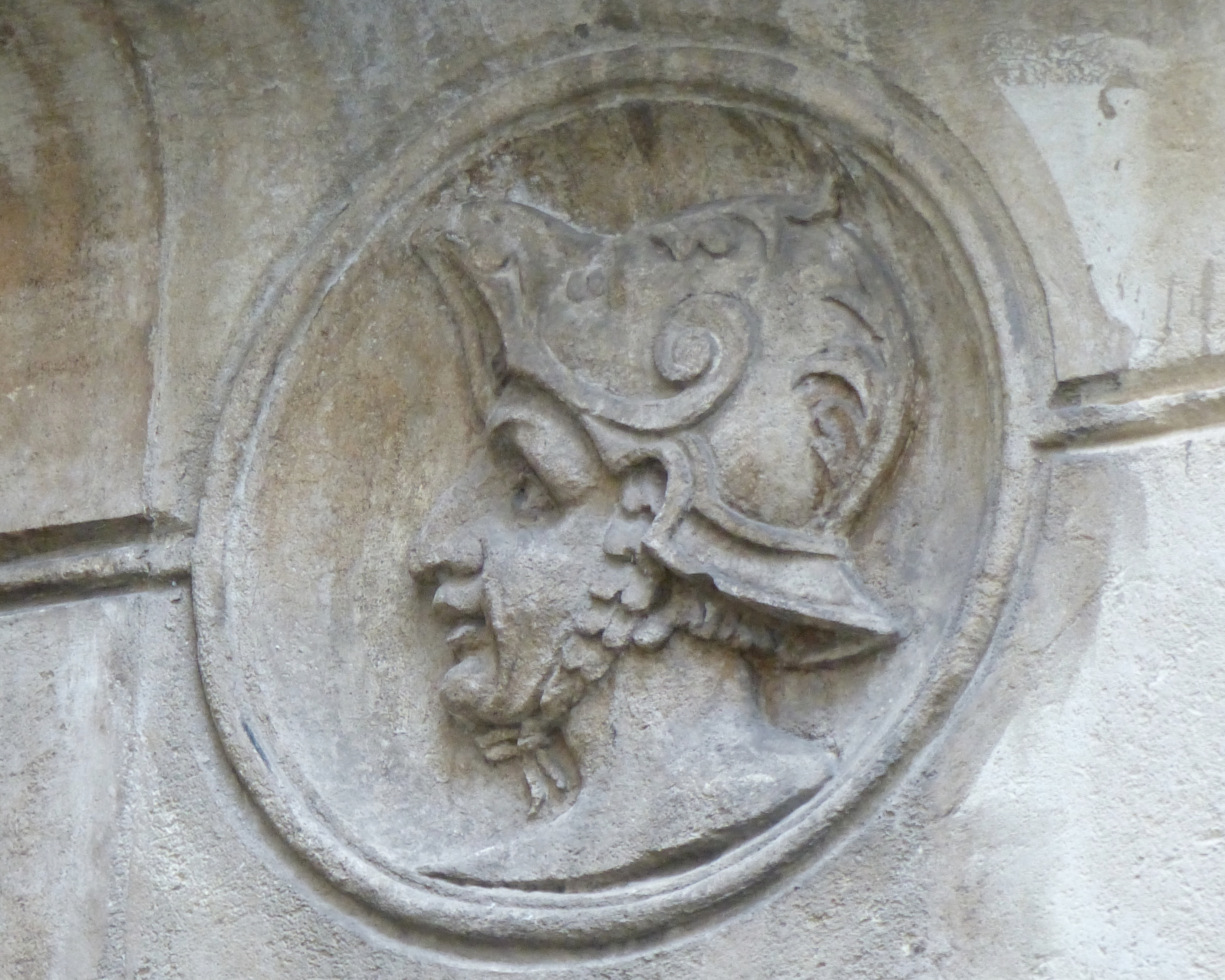
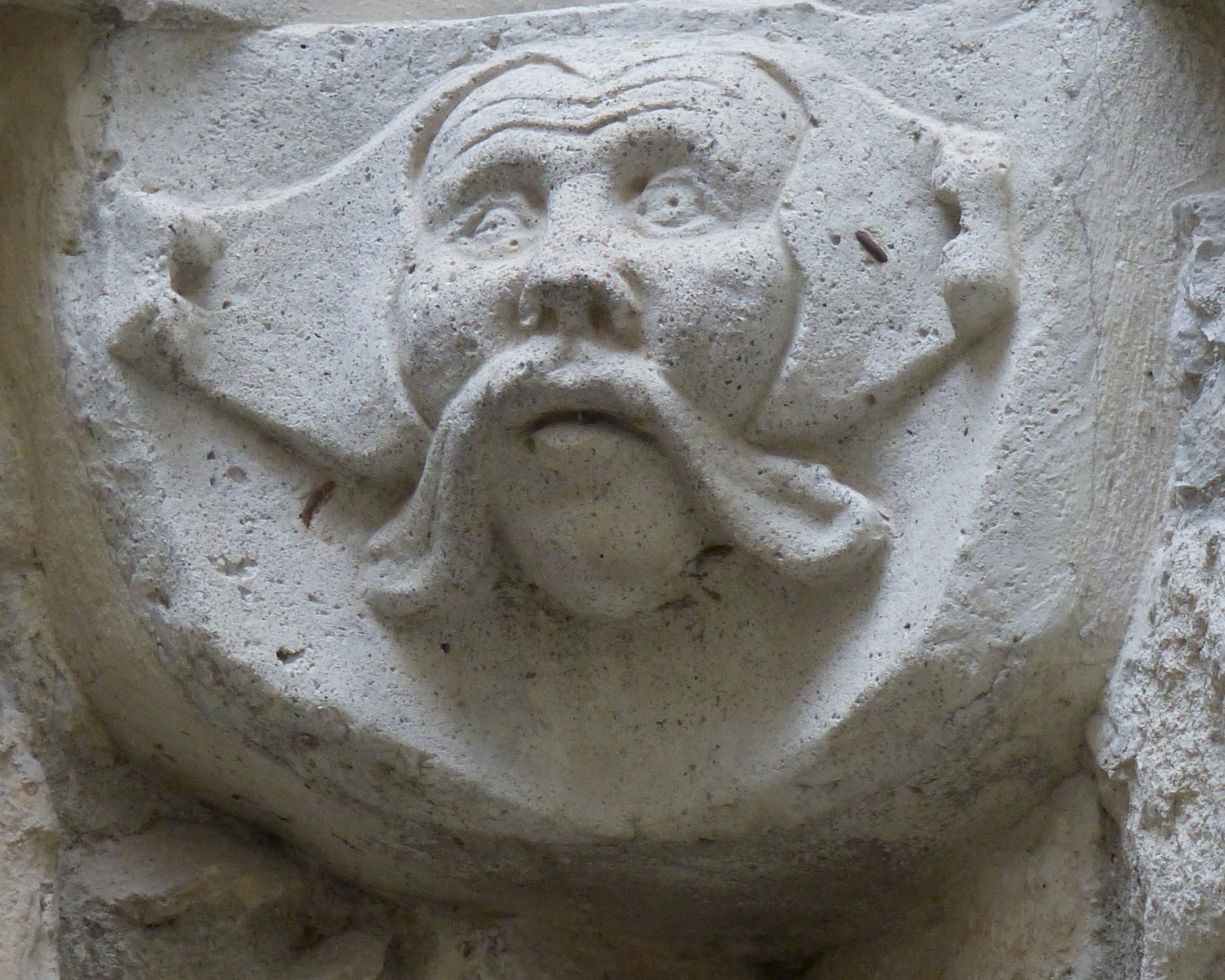
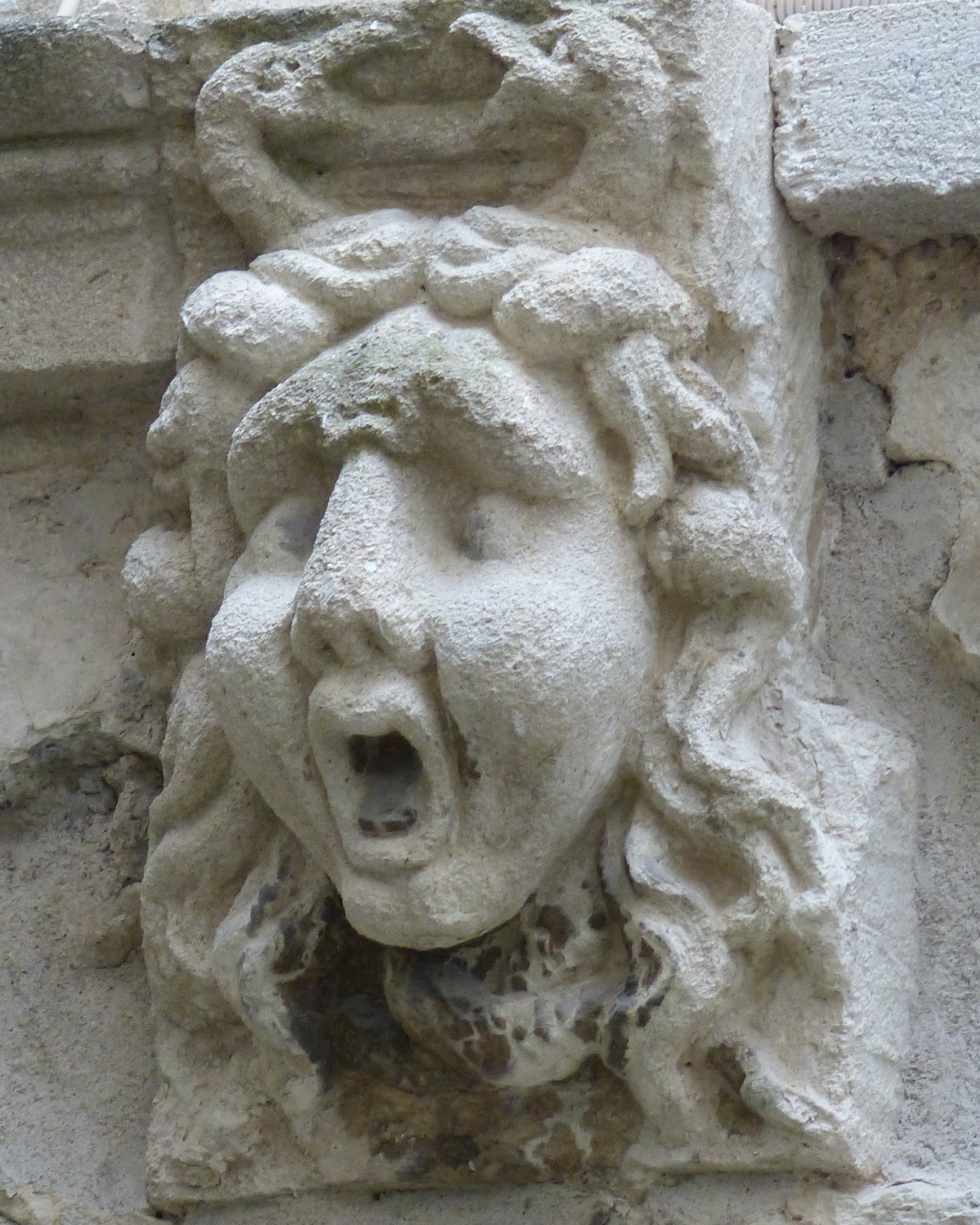
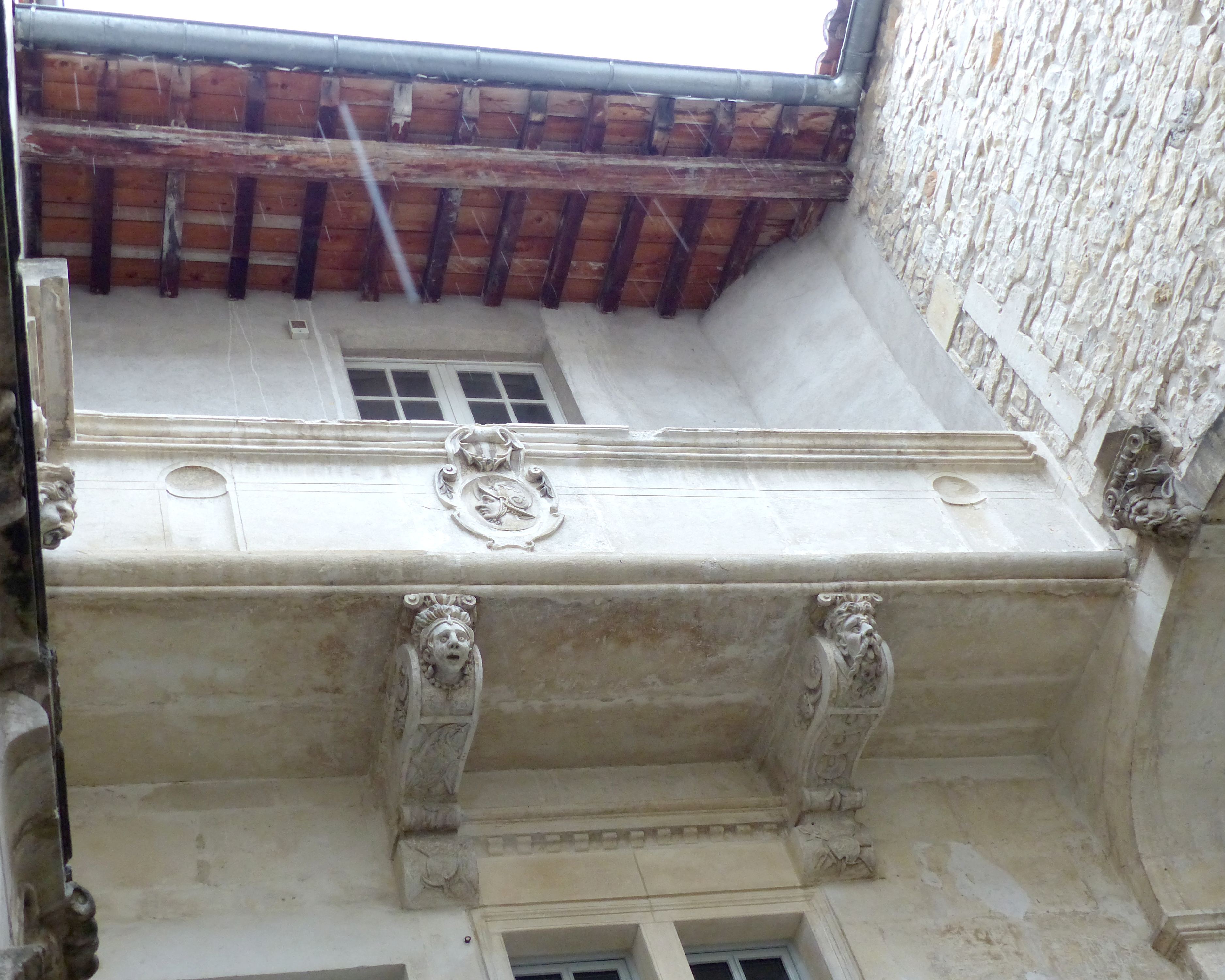
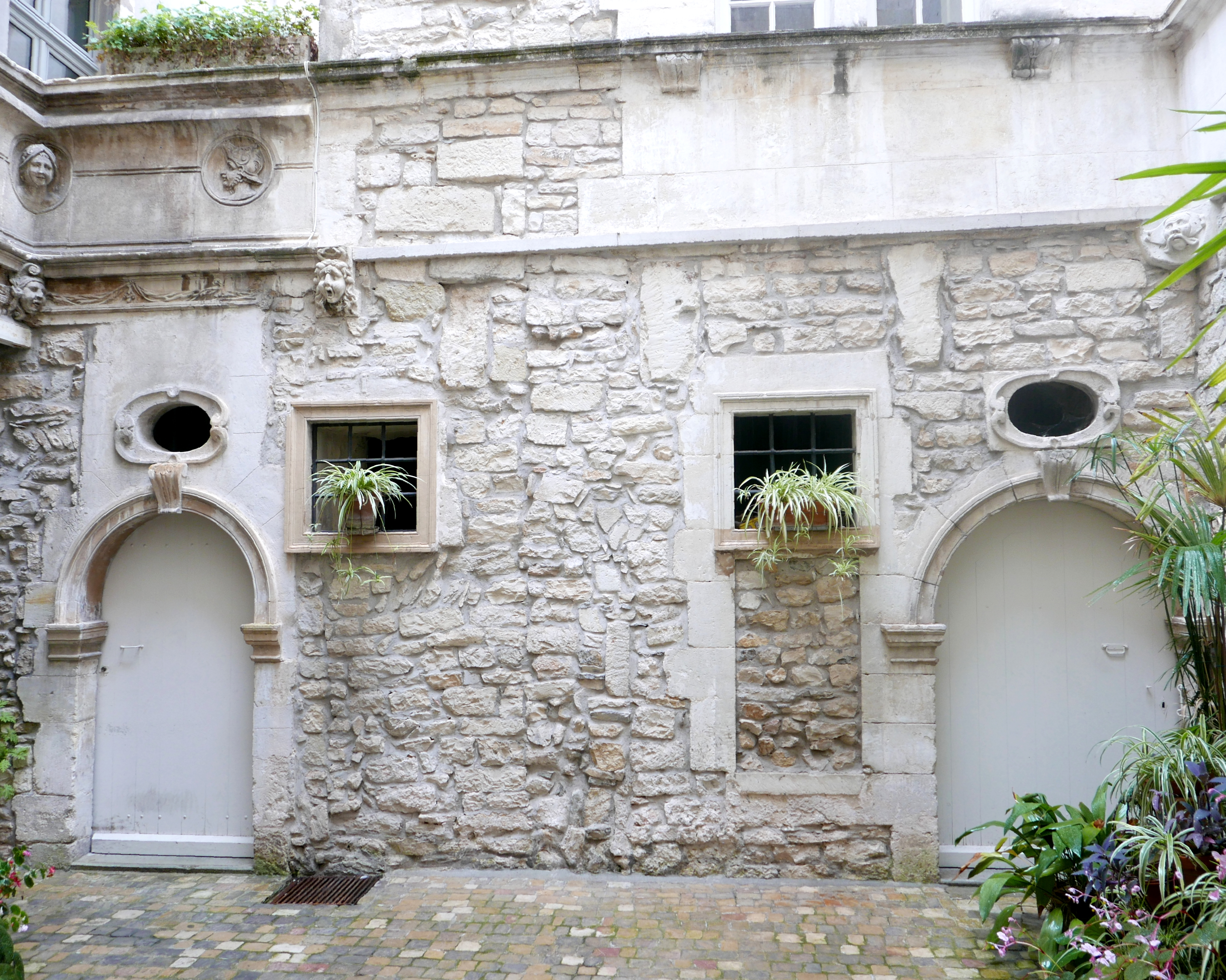
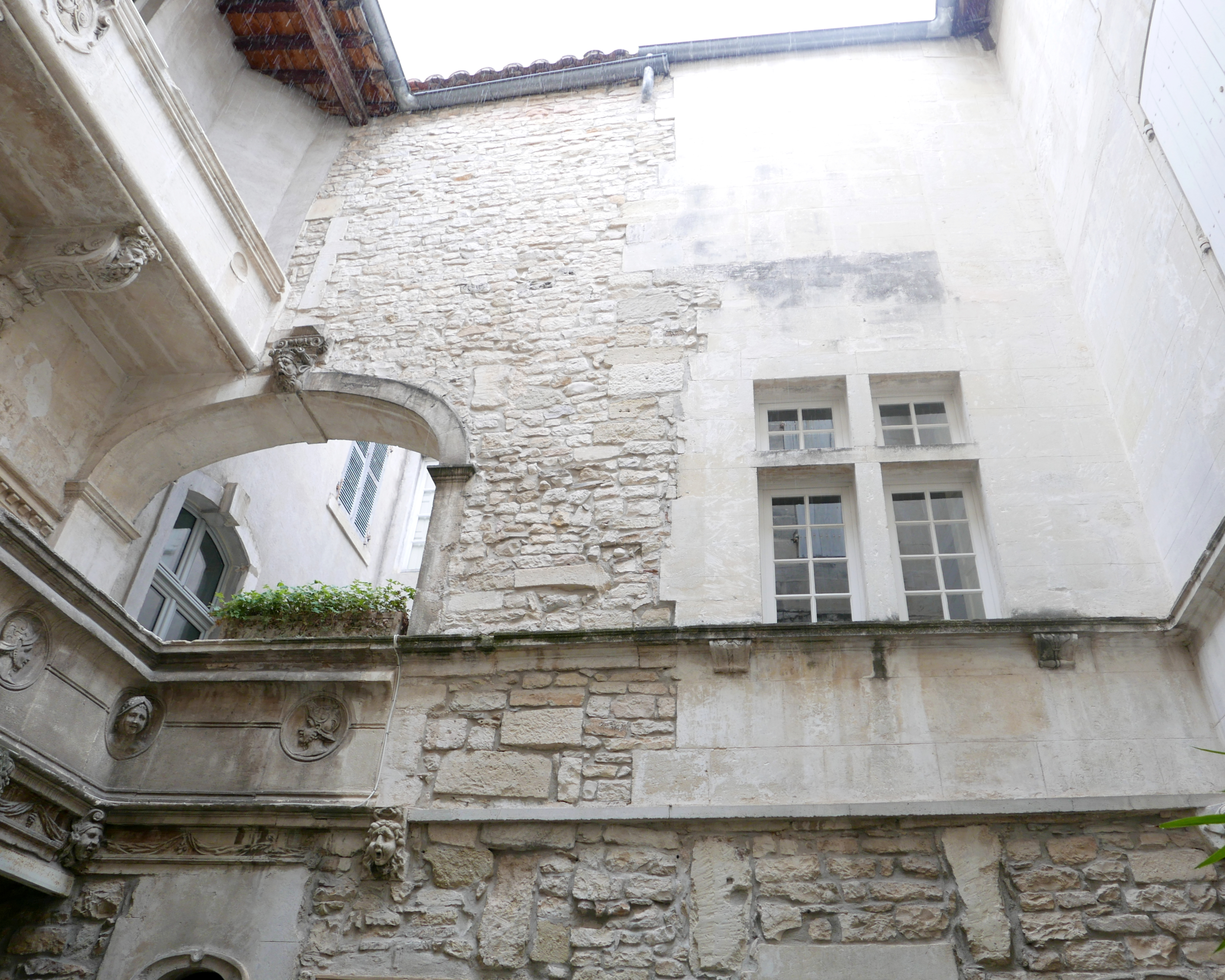
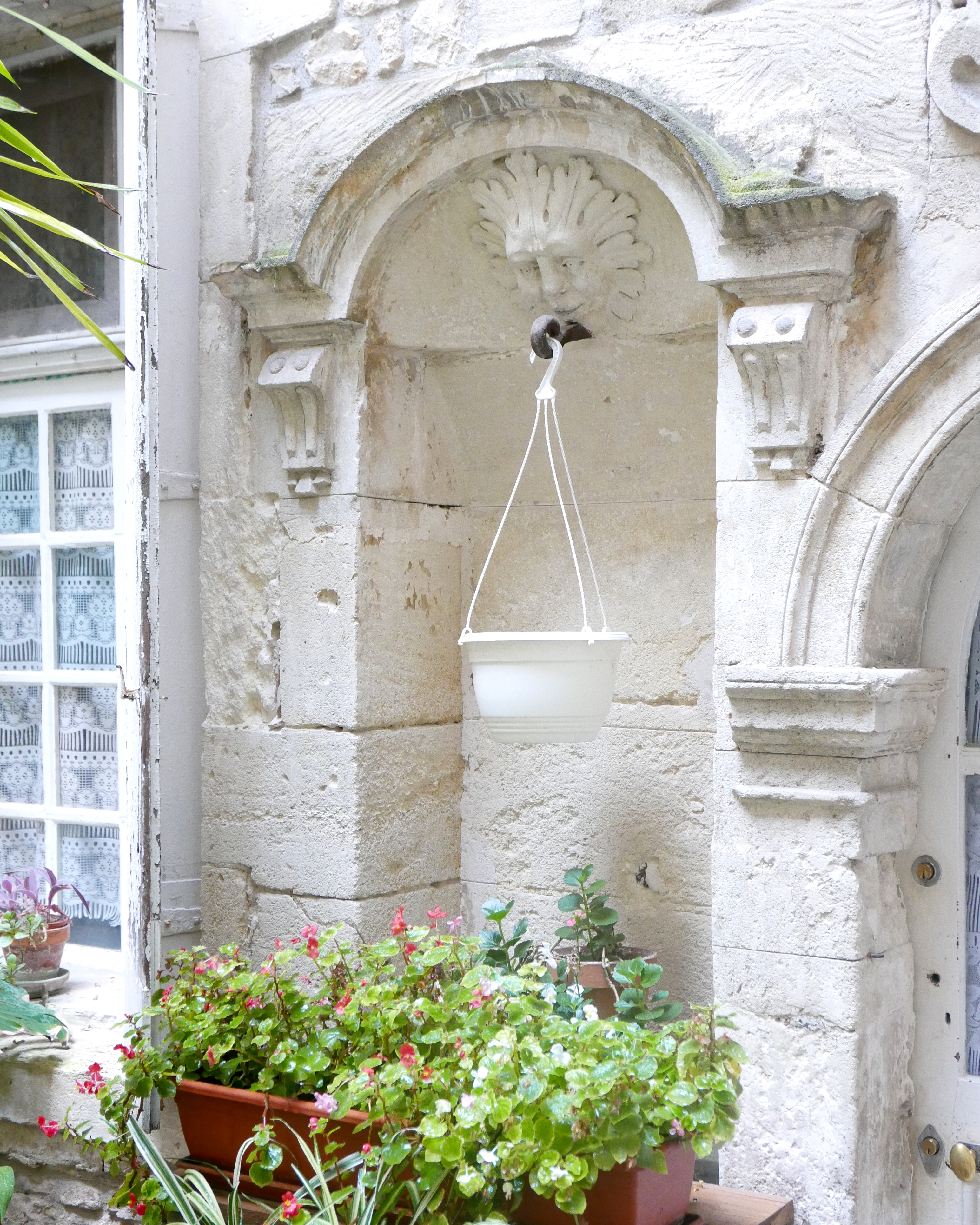
puits